# وليد الرجيب
وليد الرجيب قاص وروائي وناقد كويتي. يكتب في صحيفة الرأي الكويتية.

## دراسته
- في عام 1978م حصل على بكالوريوس خدمة اجتماعية - كلية الخدمة الاجتماعية من جامعة القاهرة عام 1978م.

## مسيرته
- عضو رابطة الأدباء في الكويت
- عضو مجلس إدارة رابطة الأدباء - مسؤول اللجنة الثقافية 1993م - 1994م وفي هذه الفترة كان له دور بارز في تنشيط الثقافة مع الكاتبة ليلى العثمان من خلال تنظيم الندوات والمحاضرات والأمسيات الشعرية للملتقى الأدبي لرابطة الأدباء.
- مسؤول الصفحة الثقافية بمجلة العامل، لسان حال الاتحاد العام لعمال الكويت من عام 1986م حتى عام 1988م.
- مسؤول الصفحة الثقافية بمجلة الطليعة من عام 1988م حتى 1994م.
- عضو في لجنة ددعم المطبوعات الإبداعية، وإجازة التفرغ الأدبي والفني 1993م - 1994م.
- عضو في لجنة الرقابة المسرحية 1994م - 1995م.
- عضو في اللجنة العليا لجوائز المبدعين 1994م - 1995م.
- عضو في اللجنة العليا لجوائز الطلبة المبدعين 1994م - 1995م.

## عمله
- عمل أخصائياً اجتماعياً بمدارس الكويت عام 1979م - 1986م.
- عمل موجه بحوث وتدريبات ميدانية - كلية الآداب - جامعة الكويت - قسم الاجتماع والخدمة الاجتماعية منذ عام 1987م.
- عين مستشاراً لشئون الثقافة والفنون بالمجلس الوطني للثقافة والفنون والآداب عام 1994م.

## الجوائز
في عام 1995م فاز في مجال القصة والرواية من خلال مجموعته (طلقة في صدر الشمال) بجائزة مؤسسة الكويت للتقدم العلمي.

## مؤلفاته
1. تعلق نقطة تسقط طق مجموعة قصص صدرت عام 1983م عن دار القارابي - بيروت.
2. إدارة المعبود في حال أبي جاسم ذي الدخل المحدود مجموعة قصص صدرت عام 1989م عن دار الفارابي - بيروت.
3. بدرية رواية صدرت عام 1989م عن دار الفرابي - بيروت والطبعة الثانية عن دار النهج الجديد 1993م.
4. طلقة في صدر الشمال مجموعة قصص صدرت عام 1992م عن دار الفارابي - بيروت.
5. الريح تهزها الأشجار مجموعة قصص صدرت عام 1994م عن دار النهج الجديد.
6. دبروفسكي رواية مترجمة عن الإنجليزية ألكسندر بوشكين.
7. ميتوفيزيقيا الشر

## وصلات خارجية
قائمة بمقالات وليد الرجيب في موقع صحيفة الراي الكويتية